# مودی بلوز
مودی بلوز (انگلیسی: The Moody Blues) نام یک گروه موسیقی راک انگلیسی است. از جمله نوآوری‌های آنها در عالم موسیقی، تلفیق موسیقی راک با موسیقی کلاسیک است.
مودی بلوز بیش از ۷۰ میلیون نسخه آلبوم موسیقی در سرتاسر جهان فروخته‌اند و برندهٔ ۱۸ گواهینامهٔ موسیقی طلا و پلاتین شده‌اند.
این گروه امروزه تنها با سه عضو قدیمی خود، فعال است.